# Gonomyia filicauda
Gonomyia filicauda är en tvåvingeart. Gonomyia filicauda ingår i släktet Gonomyia och familjen småharkrankar.

## Underarter
Arten delas in i följande underarter:
- G. f. bidenticulata
- G. f. filicauda